# NGC 236
NGC 236 est une galaxie spirale intermédiaire située dans la constellation des Poissons. NGC 236 a été découverte par l'astronome allemand Albert Marth en 1864.

## Caractéristiques
Sa vitesse par rapport au fond diffus cosmologique est de 5 302 ± 24 km/s, ce qui correspond à une distance de Hubble de 78,2 ± 5,5 Mpc (∼255 millions d'al).
La classe de luminosité de NGC 236 est III et elle présente une large raie HI.